# Десно Средицько
45°31′ пн. ш. 15°53′ сх. д. / 45.52° пн. ш. 15.88° сх. д.
Десно Средицько (хорв. Desno Sredičko) — населений пункт у Хорватії, у Карловацькій жупанії у складі громади Ласиня.

## Населення
Населення за даними перепису 2011 року становило 213 осіб.
Динаміка чисельності населення поселення: